# Улутау-Джезказганское месторождение
 Объединить Джезказганское месторождение
Улытау-Джезказганское меднорудное месторождение (Джезказганское месторождение) — крупное месторождение медных руд в Казахстане.
Улытау-Джезказганское меднорудное месторождение — одно из трех крупнейших в мире.
Ещё в 1956 году президент Академии наук Казахской ССР Сатпаев разделил территорию республики на 11 региональных комплексов по признакам технико-экономических направлений. Из общих задач исследования регионов он выделил главные:
- освоение энергетических ресурсов Иртыша;
- нефтяных залежей Урало-Эмбинского района и полуострова Мангышлак;
- дальнейшее развитие добычи угля в Карагандинском бассейне и Экибастузе, разведка нефти в Тургайской впадине.

В промышленности акцент был сделан на строительство Соколовско-Сарбайского горно-обогатительного комбината и металлургического гиганта в Темиртау, производство минеральных удобрений на основе залежей фосфоритов Каратау.